# Doulton Fountain

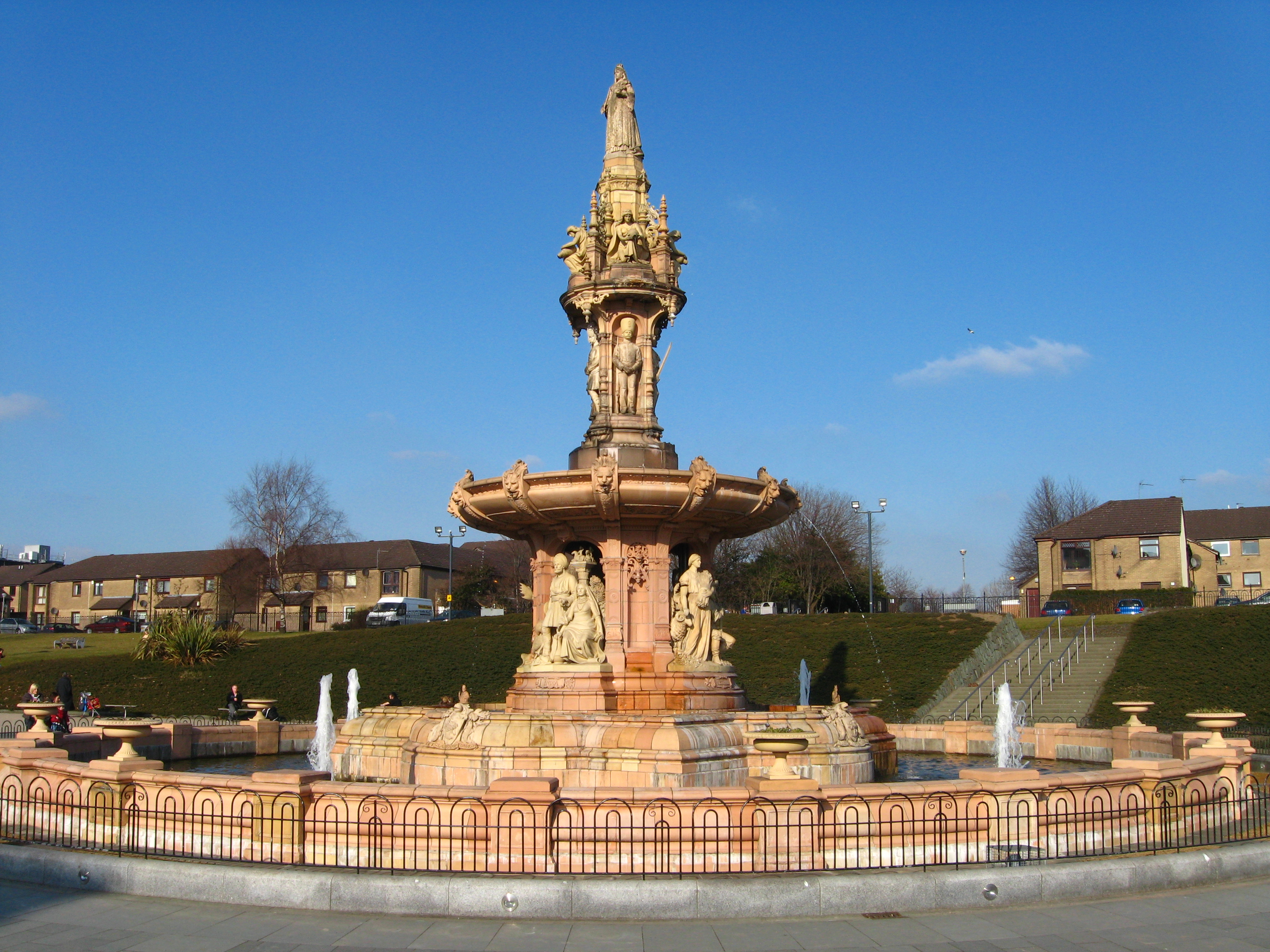
Doulton Fountain

Der Doulton Fountain ist ein Brunnen in der schottischen Stadt Glasgow. 1970 wurde das Bauwerk in die schottischen Denkmallisten in der höchsten Denkmalkategorie A aufgenommen.

## Geschichte
Der Brunnen wurde für die International Exhibition, die 1888 im städtischen Kelvingrove Park angesiedelt war, erbaut. Arthur Ernest Pearce, der für das englische Unternehmen Doulton & Co. tätig war, entwarf den Brunnen. Der Doulton Fountain war das wesentliche Ausstellungsstück von Doulton & Co. auf der internationalen Veranstaltung. Im Jahre 1890 wurde der Brunnen in das Glasgow Green versetzt. Im Jahre 1894 schlug ein Blitz in den Brunnen ein und beschädigte die Skulptur Königin Viktorias, woraufhin die Figur neu gefertigt wurde. In den 1990er Jahren lag der Brunnen verwahrlost da. Zwischen 2003 und 2005 wurde das Bauwerk aufwändig restauriert und an seinen heutigen Standort, ebenfalls im Glasgow Green, versetzt.

## Beschreibung
Der Doulton Fountain steht inmitten der Hauptachse des Glasgow Greens vor dem People’s Palace. Das Brunnenbecken durchmisst 21 m. Der 14 m hohe Aufbau erinnert an das 50-jährige Krönungsjubiläum Victorias. Abschließend ragt eine Skulptur Viktorias auf, der zu Füßen vier Jungfrauen Gefäße ausgießen. Darunter repräsentieren Vertreter Schottlands, Englands und Irlands die Landesteile sowie ein Mitglied der Royal Navy die Marine. Allegorische Figurengruppen auf der untersten Ebene repräsentieren Kanada, Südafrika, Australien und Indien.